# NGC 5107
NGC 5107 est une petite galaxie spirale barrée vue par la tranche, relativement rapprochée et située dans la constellation des Chiens de chasse. Sa vitesse par rapport au fond diffus cosmologique est de 1 161 ± 16 km/s, ce qui correspond à une distance de Hubble de 17,1 ± 9,6 Mpc (∼55,8 millions d'al). NGC 5107 a été découverte par l'astronome germano-britannique William Herschel en 1787.
La classe de luminosité de NGC 5107 est IV et elle présente une large raie HI. Elle renferme également des régions d'hydrogène ionisé.
NGC 5107 est une galaxie dont le noyau brille dans le domaine de l'ultraviolet. Elle est inscrite dans le catalogue de Markarian sous la cote Mrk 1346 (MK 1346).
À ce jour, une dizaine de mesures non basées sur le décalage vers le rouge (redshift) donnent une distance de 18,380 ± 3,588 Mpc (∼59,9 millions d'al), ce qui est à l'intérieur des valeurs de la distance de Hubble. Puisque cette galaxie est relativement rapprochée du Groupe local, cette distance est peut-être plus près de sa distance réelle que la distance de Hubble. Notons que c'est avec la valeur moyenne des mesures indépendantes, lorsqu'elles existent, que la base de données NASA/IPAC calcule le diamètre d'une galaxie.

## Groupe de NGC 5005
Selon A. M. Garcia, NGC 5107 est un des membres du Groupe de NGC 5005. Ce groupe de galaxies compte au moins 16 membres. Les autres galaxies du groupe sont NGC 4861, NGC 5002, NGC 5005, NGC 5014, NGC 5033, NGC 5112, IC 4182,  IC 4213, UGC 8181, UGC 8246, UGC 8261, UGC 8303, UGC 8314, UGC 8315 et UGC 8323.
Abraham Mahtessian mentionne aussi l'existence de ce groupe, mais il n'y figure que quatre galaxies, soit NGC 5005, NGC 5014, NGC 5033 et IC 4213.
De plus, Mahtessian mentionne que NGC 5107 forme une paire avec la galaxie NGC 5112.